# 北歐

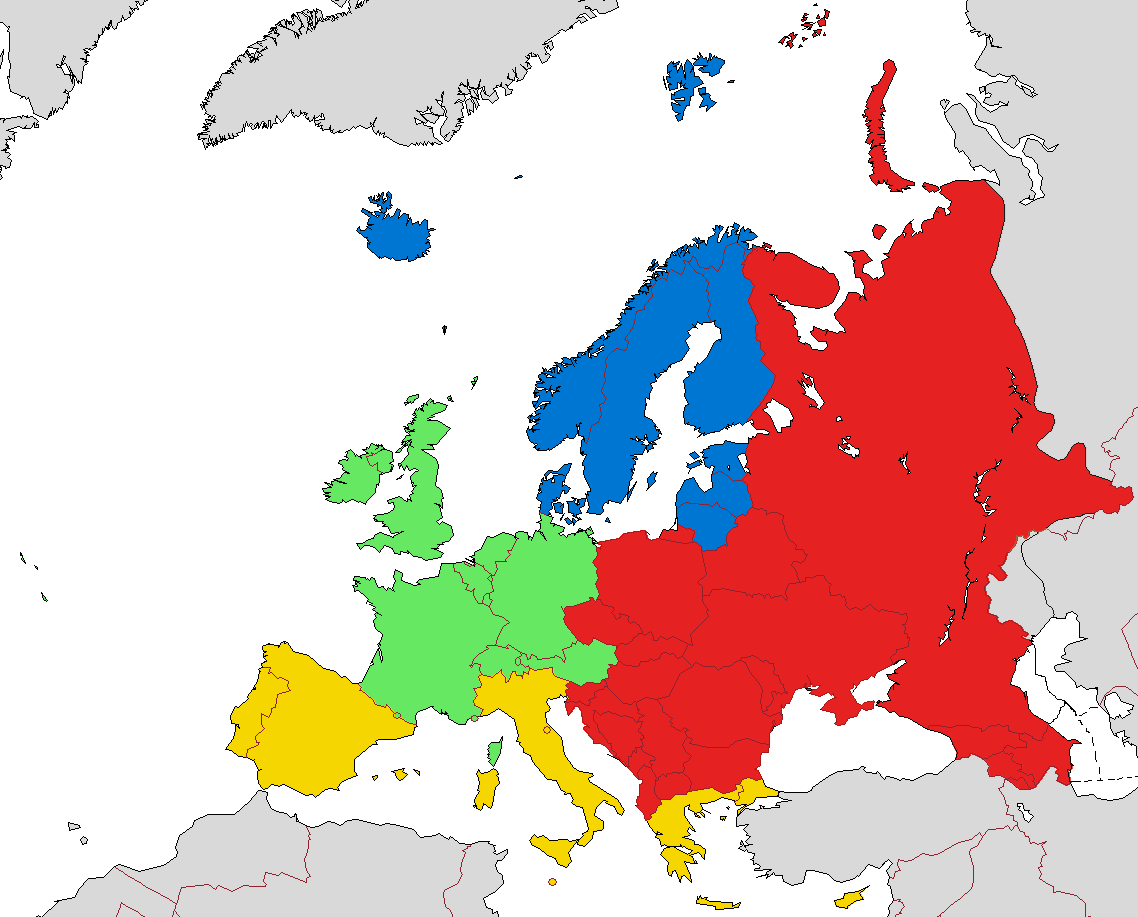
世界貿易組織定義的北歐（藍色），前東歐的波羅的海三國也被算在內

根據聯合國定義的北歐（藍色）:
北歐
西歐
東歐
南歐

北歐是地理上对歐洲北部的簡稱，北歐地處高緯，氣溫偏低，因北大西洋暖流經過，使其氣候比同緯度地區暖濕。地形以斯堪地那維亞半島為主體，斯堪地那維亞山脈為半島骨幹，冰河地形發達，地形崎嶇、土壤貧瘠，不利農業發展，因為有永夜晝的關係所以適合發展太陽能。

## 定義
一般分為狹義及廣義兩種定義，狹義包括：丹麥、挪威、瑞典、芬蘭、冰島五國；廣義再加上英國、愛爾蘭、愛沙尼亞、拉脫維亞、立陶宛五國，一共十個國家。

### 狹義
- 北歐五國：瑞典、芬蘭、丹麥、挪威、冰島，包括各自的海外自治領地如法羅群島等。狹義的北歐，是人類高福利、高幸福指數的國家代表，以实行北欧模式而闻名。這些國家的電子通訊、家具木材、奶製品、桑拿浴、聖誕薑餅人、北歐刺繡、維京人、盧恩符文等文化都在世界上擁有絕大的影響力。

格陵蘭為丹麦海外自治領地，與北歐各國在政治和歷史上關係密切，但在地理劃分上被視為北美洲的一部分。

### 廣義
在不同定義下加上以下的政治實體：
- 波羅的海三國：愛沙尼亞、拉脫維亞和立陶宛
- 不列顛群島：大不列顛島、海峽群島和曼島（一般劃入西歐）
- 愛爾蘭
- 波羅的海和北海相鄰地區，如俄羅斯西北部聯邦管區（包括加里寧格勒）、波蘭北部、波德平原、荷蘭、比利時、盧森堡和法國北部-加来海峡
- 有時也包括俄羅斯列寧格勒州、卡累利阿共和國和摩爾曼斯克州（一般劃入東歐）。

廣義的北歐國家，均擁有悠久的航海歷史、鐵礦豐富、羊毛畜牧業發達、地勢多山丘，在工業化的進程上較快，但對外國經濟依賴也較重。

## 聯合國定義
聯合國對「北歐」的定義是：
- 丹麦
  -  法罗群岛
- 爱沙尼亚
- 芬兰
  -  奥兰
- 冰島
- 愛爾蘭
- 拉脫維亞
- 立陶宛
- 挪威
  -  斯瓦尔巴和扬马延 （ 斯瓦尔巴 、 揚馬延）
- 瑞典
- 英国
  -  英格兰
  -  苏格兰
  -  北爱尔兰
  -  马恩岛
  -  海峡群岛： 根西和 澤西